# Frenchie Shore
Frenchie Shore is een Franse realityserie die wordt uitgezonden op MTV France en Paramount+. De serie ging van start op 11 november 2023, het is de Franse tak van de Amerikaanse realitysoap Jersey Shore. Het programma volgt het dagelijks leven van tien huisgenoten die enkele weken samenwonen.

## Productie
In februari 2022 kondigde Paramount Global een nieuwe reeks ongeënsceneerde series en verlengingen aan voor MTV Entertainment Studios die zeven nieuwe versies van de Shore-franchise omvatte.
Het eerste seizoen werd bevestigd op 12 oktober 2023. De serie werd gefilmd in een huis in de stad Cap d'Agde in Hérault, in het departement Occitanië, in het zuiden van Frankrijk.

## Cast
- Enzo
- Iris
- Julie Bacha
- Kara
- Melvin Proix
- Nicolas Fouille
- Ouryel
- Pépita
- Théo
- Tristan Jouve